# Чижовка (озеро)
Чижо́вка (бел. Чыжо́ўка) — озеро в Гродненском районе Гродненской области Белоруссии. Относится к бассейну реки Пыранка.

## Физико-географическая характеристика
Озеро Чижовка располагается в 35 км к северо-востоку от города Гродно, близ деревни Салатье, на западной окраине лесного массива.
Площадь поверхности озера составляет 0,11 км². Длина — 0,51 км, наибольшая ширина — 0,33 км. Наибольшая глубина — 12,2 м, средняя — 3,2 м. Длина береговой линии — 1,42 км. Объём воды в озере — 0,35 млн м³.
Из озера Чижовка вытекает река Соломянка, ниже по течению которой располагается озеро Веровское. Помимо того, озеро связано естественной протокой с озером Лихое.